# 查德·貝爾
查德·貝爾（英語：Chadwick Micah Bell，1989年2月28日—），美國棒球選手。

## 職棒生涯
2017、2018年於美國職棒大聯盟的底特律老虎隊共留下31場69.2局出賽紀錄，累計0勝4敗、防禦率7.11，之後轉往韓職發展，於2019年繳出11勝10敗、防禦率3.50佳績後獲續約，但2020年受肩膀、手肘等傷勢困擾，只繳出2勝8敗、防禦率5.96後，隨後遭到釋出。

## 外部連結
- 查德·貝爾在美國職棒官網（英语）
- 查德·貝爾在韓國職棒官網（投手）（英语）
- 查德·貝爾在Baseball-Reference.com（大聯盟）（英语）
- 查德·貝爾在Baseball-Reference.com（小聯盟以及海外聯盟）（英语）
- 查德·貝爾在ESPN（MLB）（英语）
- 查德·貝爾在FanGraphs.com（英语）
- 查德·貝爾在Retrosheet（英语）